# Darek Oleszkiewicz
Darek Oleszkiewicz, (Wrocław, 1963. február 20. –) lengyel nagybőgős.

## Pályafutása
Oleszkiewicz az 1980-as évek elejéig Krakkóban élt, majd 1987-88-ban Los Angelesbe költözött. 1989-től ösztöndíjjal a California Institute of the Artson tanult. Ott Charlie Haden pártfogoltja volt. Az
1990-es és 2000-es évek elején hírnevet szerzett az Egyesült Államok nyugati partján. 1993-ban megalapította a Los Angeles Jazz Quartetet Chuck Manning szaxofonossal, Larry Koonse gitárossal és Kevin Tullius dobossal. Felvételeket készítettek a Naxos Records és a Not Two Records számára.
Oleszkiewicz első albuma a „Like a Dream” volt, amely nagyrészt saját szerzeményeiből állt. Kvartett- és triószámokat, valamint Brad Mehldau zongoristával készített duetteket tartalmazott. Kiemelt szerepe volt a 2006-os Storybook albumon. 2010-ben Peter Erskine-nel, Bob Mintzerrel és Alan Pasqua-val készítették a „Standards 2: Movie Music” albumot. Adam Czerwnińskivel készült a „Raindance” című albuma.
Oleszkiewicz a Kaliforniai Művészeti Intézet és a Dél-Kaliforniai Egyetem oktatója.

## Albumok
- Moods In Freedom, a solo bass project exploring open structure improvisation and composition
- Inspiration, a solo bass project exploring the music of Frédéric Chopin, Johann Sebastian Bach, Ludwig van Beethoven
- The Promise, a solo bass tribute to John Coltrane
- Blues for Charlie, a solo bass tribute to Charlie Haden
- Expectation, with Los Angeles Jazz Ensemble
- Like a Dream
- Raindance, with Adam Czerwniński
- Pictures, with Adam Czerwniński
- Storybook , with Larry Koonse
- Standards 2: Movie Music (Fuzzy Music), with Peter Erskine, Bob Mintzer, Alan Pasqua
- Live At Jazz Nad Odrą, with Los Angeles Jazz Quartet
- Conversation Piece, with Los Angeles Jazz Quartet
- Look to the East, with Los Angeles Jazz Quartet
- Family Song, with Los Angeles Jazz Quartet
- Astarte, with Los Angeles Jazz Quartet
- Traveling Birds Quintet, with Traveling Birds Quintet
- Return to the Nest, with Traveling Birds Quintet

## Díjak
- 2022: Best Jazz Instrumental Album Grammy Award for Live in Italy; jelőlés.